# Close to the Edge
Close to the Edge är det femte studioalbumet av den progressiva rockgruppen Yes, utgivet 13 september 1972. Albumet producerades av Yes tillsammans med Eddie Offord, som producerat flera av bandets album. Enligt många kritiker och lyssnare nådde Yes med Close to the Edge sin musikaliska höjdpunkt.

## Historia
I juni 1972, precis som inspelningarna avslutats, lämnade trummisen Bill Bruford plötsligt bandet för att spela med King Crimson, vilket tvingade Yes att hitta en ersättare innan deras kommande USA-turné. Alan White, som spelat med Plastic Ono Band, blev senare den som ersatte Bruford.
Enligt sångaren Jon Anderson är titelspåret är inspirerat av Hermann Hesses bok Siddhartha. De andliga influenser som införts till gruppen genom Jon Anderson, som senare låg till grund för Tales from Topographic Oceans, uppenbarar sig redan i text och musik på alla tre spår på Close to the Edge. Förnyelse och upprepning är andra viktiga teman; titelspåret börjar och slutar med samma ljudeffekter av rinnande vatten och fåglar, och i Siberian Khatru upprepas tvåstaviga ord och fraser.
Detta album satte en ny trend för bandets sätt att strukturera ett album kring en enda episk låt, som är betydligt längre än albumets andra spår. Kärnan av detta album är titellåten Close to the Edge. Senare Yes-album som följer ett liknande mönster är Relayer (vilken innehar låten The Gates of Delirium), Going for the One (med låten Awaken) och Talk (som innehar Endless Dream).

### Utgivning
Close to the Edge gavs ut av Atlantic Records i september 1972. På den brittiska albumlistan nådde albumet plats fyra. I USA fanns albumet med på Billboard 200 i 32 veckor och nådde som bäst plats tre. I Nederländerna nådde albumet plats 1 på den nederländska albumlistan, vilket inget annat Yes-album lyckats med.
En specialversion av albumet, med vit etikett, skickades till Amerikanska radiostationer 1972. Denna version har titelspåret uppdelat i kortare segment. Detta gjordes för att försöka öka gruppens radioexponering då de flesta radiostationer inte ville spela en 18 minuter lång låt. De flesta av dessa segment var uppdelade i 3 till 5 minuter och alla var märkta på skivan för att underlätta för discjockeys.
26 augusti 2003 gav Rhino Records ut en remastrad och utökad version av Close to the Edge. På albumet fanns nu fyra bonusspår: singelversionen av America och Total Mass Retain samt tidiga versioner av And You And I och Siberian Khatru (med titeln Siberia).

### Mottagande
För vissa fans var det ett förödande slag när Bill Bruford lämnade gruppen, då de uppfattade att Yes kom in i en icke-kreativ period under de kommande åren - fram till 1977, då albumet Going for the One utkom. Andra fans var dock mer i samklang med det progressiva rock-konceptet och såg perioden från Close to the Edge, Tales from Topographic Oceans och Relayer som en höjdpunkt av bandets komponerande och från och med albumet Tormato som minskningen av bandets kreativa energi.
År 2006 röstades Close to the Edge fram till det bästa progressiva albumet någonsin av Progarchives.com. Tidningen Guitar World rankade albumet som nummer 67 på deras (läsarnas val) lista av de 100 bästa gitarr-albumen någonsin. På Rate Your Music är Close to the Edge rankat som nummer 69 av världens bästa album.
Albumet uppfattas idag av många musikkritiker som ett av de mest lyckade och inflytelserika exemplen på sjuttiotalets brittiska progressiva rock. Även om denna och de kommande två LP-skivorna (Tales From Topographic Oceans och Relayer) ratades av en del samtida recensenter, som ansåg att de var alltför överdådiga och självupptagna, är det framförallt för dessa album som Yes i efterhand kommit att hyllas. Close to the Edge utforskar framför allt form, men också rytmik och harmonik, på ett nytt sätt.

### Omslag
LP-omslaget var gjort som en utvikbar dubbel-LP med en enkel men mycket tilltalande design av Roger Dean (som också gjort de flesta av bandets omslag i övrigt) med en enkel grön till svart toning på framsidan, samt ett drömlikt kargt landskap på den stora utvikbara insidan. Några av fotona inne i albumet var tagna av Martyn Adelman, som tidigare spelat med basisten Chris Squire i bandet The Syn.

## Låtlista
| Sida A | Sida A                          | Sida A                                     | Sida A |
| Nr     | Titel                           | Låtskrivare                                | Längd  |
| ------ | ------------------------------- | ------------------------------------------ | ------ |
| 1.     | "Close to the Edge"             | Jon Anderson, Steve Howe                   | 18:42  |
|        | "I. The Solid Time of Changes"  |                                            |        |
|        | "II. Total Mass Retain"         |                                            |        |
|        | "III. I Get Up I Get Down"      |                                            |        |
|        | "IV. Seasons of Man"            |                                            |        |
| Sida B |                                 |                                            |        |
| 1.     | "And You And I"                 | Anderson, Bill Bruford, Howe, Chris Squire | 10:08  |
|        | I. "Cord of Life"               |                                            |        |
|        | II. "Eclipse"                   |                                            |        |
|        | III. "The Preacher the Teacher" |                                            |        |
|        | IV. "Apocalypse"                |                                            |        |
| 2.     | "Siberian Khatru"               | Anderson, Howe, Rick Wakeman               | 9:00   |

## Medverkande
- Jon Anderson — sång
- Chris Squire — bas och sång
- Steve Howe — gitarr och sång
- Rick Wakeman — klaverinstrument
- Bill Bruford — trummor och slagverk

## Listplaceringar
| Titel             | Listpositioner | Listpositioner | Listpositioner |
| Titel             | GBR            | NLD            | USA            |
| ----------------- | -------------- | -------------- | -------------- |
| Close to the Edge | 4              | 1              | 3              |
| And You And I     | -              | -              | 42             |